# Sciapus sudanensis
Sciapus sudanensis är en tvåvingeart som beskrevs av Octave Parent 1939. Sciapus sudanensis ingår i släktet Sciapus och familjen styltflugor.
Artens utbredningsområde är Kongo. Inga underarter finns listade i Catalogue of Life.